# Каньйони (фільм)
«Каньйони» — фільм про долю двох закоханих у «Місті гріха» Лос-Анджелесі.

## Зміст
Двоє героїв живуть в Лос-Анджелесі місті пороку і великих можливостей. Їх пристрасні стосунки часом переходять всі рамки і моральні закони, а, отже, приречені на те, щоб породжувати навколо себе серйозні проблеми. Події абсолютно виходять з-під контролю, переростаючи в криваву низку, і ніхто не може передбачити, яким буде фінал історії.